# Cetylpyridinklorid
Cetylpyridinklorid (CPK) är en kemisk förening med formeln C21H38NCl. Ämnet är en kvartär ammoniumförening som har använts i halstabletter, desinfektionslösningar, tandkrämer och hals- och nässprayer. 

## Användningar
Cetylpyridinklorid i munvatten och tandkrämer har visats effektivt för att förebygga tandplack och tandköttsinflammationer (gingiviter). Den har emellertid också påståtts ge brun missfärgning mellan tänder. Cetylpyridinklorid i munvatten har också föreslagits som medel mot dålig andedräkt och mot karies. Också användning som konserveringsmedel i ögondroppar har föreslagits.

## Fysiska och kemiska egenskaper
Cetylpyridinklorid har summaformeln C21H38NCl. I ren form är det vid rumstemperatur ett vitt pulver. Den ohydrerade formen har smältpunkt 77 °C, monohydratet har smältpunkt  80–83 °C. Koncentrerade lösningar är vävnadsskadliga och angriper slemhinnor. Ren substans eller i koncentrerad form är cetylpyridinklorid giftig vid förtäring och mycket giftig att inandas.
Monohydratets CAS-nummer är 6004-24-6.
Dess kritiska micellkoncentration är 0,00124 M, motsvarande 0,042 % i vatten.
I vissa produkter har i stället för kloriden bromiden av cetylpyridin använts. Egenskaperna är mycket lika. Bromiden finns nu inte i några kommersiella produkter.

## Toxikologi och farmakologi
Lägsta publicerade letala dosen i råtta efter intraperitoneal injektion är 15 mg kg-1
Mediana letala dosen LD50 i råtta är 30 mg kg-1 vid intravenös injektion och 108 mg kg-1  när substansen ges oralt (säkerhetsdatabladet anger 200 mg kg-1 oralt till råtta).